# Sertularella inabai
Sertularella inabai is een hydroïdpoliep uit de familie Sertulariidae. De poliep komt uit het geslacht Sertularella. Sertularella inabai werd in 1913 voor het eerst wetenschappelijk beschreven door Stechow. 